# 朝日村営バス
朝日村営バス（あさひそんえいバス）は、長野県東筑摩郡朝日村が企画・運営する公共交通機関。車両、運転士はアルピコタクシー塩尻営業所から派遣される。今では村内を走る朝日村地域福祉バスの運行はなくなり、新たにデマンドタクシーくるりん号が運行開始、村内、そして村外のバス停への接続ができるようになった。
この記事は、2025年3月現在のものである。
この記事ではデマンドバスくるりん号についても述べる。

## 概要
朝日村にはかつて松本電鉄バスが乗り入れていた。松本電鉄バスが運行する当時の空港･朝日線（現在の空港・今井線）は終点の上今井から小野沢を経て御馬越まで、山形線が現在終点の上大池から古見、小野沢、西洗馬を経て塩尻駅、塩尻営業所まで運行していた。だが今ではいずれの2路線も廃止され空港･朝日線は上今井まで、山形線は上大池車庫前（2009年7月1日時点）までの運行となり朝日村には民間の会社が運行するバスが乗り入れなくなった。村は地域の足を守るため、これまで運行していた村営バスの経路、そして時刻を見直した。
村営バスの運行は以前まで運行していた大池線、山形境線、広丘線 、山塩線 、朝日線、ふるさと朝日循環周遊バス村内循環線の6路線があった。2009年7月1日に広丘線以外の路線は廃止された。
そのうえで、需要と本数、経路などを見直した上で現在の広丘駅方面に変更され、広丘線全系統が広丘駅に集中する運行となった。このときの村営バスは道の駅今井 - 今井公園西間にて空港・朝日線と経路が重複していた。
これまで接続ができた上今井のほかに山形線の上大池、塩尻方面に向かう塩尻市地域振興バス洗馬線の原口にもバスからバスへの接続ができるようになった。村営のデマンドタクシーくるりん号が村内そして村外の接続場所の、原口、上今井、上大池、そして2010年4月1日の改正から山形村福祉バスの車庫前にも接続ができるようになった。
2023年4月1日より広丘線を朝日広丘線に改称した。
同日、村営バスとは別に山形村や松本市と共同の公設民営方式で「ぐるっと松本バス」が運行開始した。これは一律210円の運賃で乗車でき、日曜日および年末年始以外は每日運行される。このうち朝日村に乗り入れる路線としては、朝日村から山形村を経て松本市波田にある上高地線波田駅を結ぶ朝日波田線がある。これにより、土曜もバスで朝日村へ行けるようになった。ただし朝日村側を起点とし通勤通学に利用する前提のダイヤ設定であり、朝9時台を過ぎると波田駅行きの（村内から出る）便はなくなるため、村外からの利用は利便性が悪い。
さらに空港・朝日線の下今井 - 上今井間が廃止に伴い経路の一部が上今井経由となり、デマンドタクシーと松本駅行き路線バスの接続点が上今井から下今井へ変更になった。

## 運行路線

### 朝日広丘線（通学兼用）
- 各経路
  - Aルート：鉢盛中学校 - 上古見 - 小野沢 - 中組 - 原新田 -  （上今井 - 今井郵便局 - ）今村橋西 - 広丘駅
  - Bルート：旭ヶ丘 - 鉢盛中学校 - 古池 - 今井保育園 - 下今井 - 今井公園西 - 今村橋西 - 広丘駅
  - Cルート：御馬越 - 小野沢 - 上今井 - 今井局前 - 今村橋西 - 広丘駅
  - 買い物便・火曜日ルート：御馬越 - 旭ヶ丘 - 小野沢 - 上古見 - 鉢盛中学校 - ザ・ビック山形店
  - 買い物便・木曜日：大石原 - 針尾 - 中組 - ザ・ビック山形店

### ぐるっとまつもとバス 朝日・波田線（朝日村・山形村・松本市共同運行路線）
- 経路

中組 - 小野沢 - 鉢盛中学校 - イオンタウン山形 - 山形村役場 - アイシティ21 - 山形村役場 - サラダマーケット - 中波田 - 波田駅（平日朝夕のみ： - 梓川高校前）

### 路線毎の概要
朝日・広丘線は村内と広丘駅を結ぶ路線で時間ごとにルートが違う。
平日と土曜（B・Cルートのみ運行）のみの運行で休日、年末年始は運休。アルピコ交通（通称・松本電鉄バス）の空港・朝日線の下今井 - 上今井間が廃止されたのを機に引き継いだ以外ルートは大きく変わっていない。Aルートの一部便は今村橋西 - 原新田を別ルートでノンストップで運行する。Aルートの日中とCルートのみ上今井バス停を経由する。
かつてルートはA･B･C･Dの4ルートがあった。このうちB･Cルートは朝日村から広丘駅へ向かう上り線のみ、Dルートは広丘駅から村内へ向かう下り線のみの運行である。Aルートは上下線とも運行している。またどの便もJR広丘駅での電車への接続ができ、朝夕は通学につかう高校生の利用が多い。なお本数は上り線が5本、下り線が4本の運行となっている。通学バス朝日広丘線が基になっている。広丘線のバスは広丘駅では西口に発着するが同じ場所に発着する塩尻市地域振興バスのバス停は駅の東口にも発着しているので区別のため広丘駅西口という名称であり双方バス停の名前が異なっている。また朝日村には原新田バス停があるが、塩尻市内にも原新田がありを通るため広丘原新田バス停（旧県営原新田団地）として区別している。かつて塩尻市には別の場所に塩尻市地域振興バスの原新田バス停があった。2023年4月1日より旧空港・朝日線の下今井 - 上今井間が廃止されるに伴って一部の便が今村橋西 - 原新田間で上今井を経由するようになったが、堂村公民館バス停と堂村境バス停は朝日村営バスに引き継がれず廃止された。朝日・広丘線は後払い方式、朝日・波田線は前払い方式と乗車方法が異なる。
朝日波田線は波田駅 - 中組間の区間便を基本とし、波田駅発は1日通してあるものの朝日村を出発する便は9時台で最終となる。全区間のうち、波田駅 - 松本養護学校間2本、波田駅 - アイシティ21間7本の区間便がある。アイシティ21など一部のバス停を経由しない便が5本ある。梓川高校 - 中組間の全区間便は3本しかない。土曜日も運行するが平日と比較して6本運休となる。梓川高校バス停はセブンイレブン敷地内にある。中組バス停は西洗馬公民館から、中坂バス停はおひさま保育園から各々2025年3月15日に改称されたバス停である。

## 従来までの路線
- Aルート　鉢盛中学校⇔下古見⇔朝日車庫前⇔小野沢⇔土合⇔西洗馬公民館⇔原新田⇔広丘駅
- Bルート　旭ヶ丘⇒朝日車庫⇒下古見⇒鉢盛中学校⇒今井小学校⇒下今井⇒今井公園西⇒広丘駅
- Cルート　御馬越⇒大石原⇒北村⇒針尾⇒小野沢⇒土合⇒西洗馬公民館⇒原新田⇒広丘駅
- Dルート　広丘駅⇒今井公園西⇒下今井⇒今井小学校⇒鉢盛中学校⇒下古見⇒朝日車庫⇒小野沢⇒土合⇒西洗馬公民館⇒藤野屋前⇒針尾⇒北村⇒大石原⇒御馬越

## 廃止路線
- 大池線

村営山塩線とほぼ同等の経路で運行されている。山塩線同様、上大池車庫前で松本電鉄バス山形線に接続できるダイヤとなっている。
御馬越 - 針尾 - 学校口 - 小野沢 - 朝日公民館 - 朝日車庫 - 上古見 - 芦の久保志田医院前 - 下古見三叉路 - 下古見 - 鉢盛中学校 - 上大池車庫前
- 山形境線

御馬越から村営広丘線と同等の経路で走るが古池付近で分岐してメガマート、マックスバリュ方面へ向かう。路線自体は買い物客用のダイヤとなっている。
御馬越 - 針尾 - 学校口 - 小野沢 - 朝日公民館前 - 朝日車庫 - 上古見 - 芦の久保志田医院前 - 下古見三叉路 - 下古見 - 鉢盛中学校 - 古池 - メガマート - マックスバリュ - 山形境
- 広丘線

村内から広丘駅へ運行されている系統である。駅でJR線と塩尻市地域振興バスに接続できるダイヤとなっている。 
御馬越 - 針尾 - 学校口 - 小野沢 - 朝日公民館前 - 朝日車庫 - 上古見 - 芦の久保志田医院前 - 下古見三叉路 - 下古見 - 鉢盛中学校 - 今井小学校 - 広丘駅西口
- 山塩線

松本電鉄バスから継承した山塩線の村内区間に沿った系統となっている。上大池車庫前で松本電鉄山形線と塩尻駅で塩尻市地域振興バスやJR線に接続できるダイヤとなっている。
上大池 - 鉢盛中学校 - 下古見 - 下古見三叉路 - 芦の久保志田医院前 - 上古見 - 朝日車庫 - 朝日公民館 - 小野沢 - 原口 - 支所前 - 桔梗ヶ原 - 塩尻駅西口 - 塩尻駅前
- 朝日線

松本電鉄バスから継承した朝日線の村内区間に沿った系統となっている。上今井で松電バス朝日線と接続ができるダイヤとなっている。
御馬越 - 針尾 - 学校口 - 小野沢 - 下洗馬 - 原新田 - 上今井
- ふるさと朝日循環周遊バス村内循環線

観光目的に運行されている。愛称はくるりんあさひ号。朝日公民館を中心に西回りと東回りがある。
朝日公民館 - 小野沢 - 学校口 - 針尾 - マレットゴルフ場前 - 本郷口 - 上組 - 大日堂前 - 薬師前 - 原新田 - 松ノ木橋 - 鉢盛中学校 - 下古見 - 下古見三叉路 - 上古見 - 朝日車庫 - 朝日公民館
- 御馬越 - 古見線

運行ルート:鉢盛中学校 - 下古見 - 朝日小学校前 - 中央公民館 - 針尾 - 北村 - 御道開渡 - 御馬越
平日は御馬越から鉢盛中学校行きが1本、鉢盛中学校、朝日小学校、中央公民館から御馬越行きが3本あった。また土曜日は上大池 - 原口線の接続を踏まえて御馬越から中央公民館行きが1本、中央公民館から御馬越行きが4本あった。またこの路線は地元の鉢盛中学校、朝日小学校の生徒がスクールバスとしても兼用していた。
- 御馬越 - 上今井線

運行ルート:養護学校 - 上今井 - 原新田 - 西洗馬公民館 - 上組 - 土合 - 小野沢 - 針尾 - 北村 - 御道開渡 - 御馬越
平日のみの運行で、御馬越から上今井（養護学校）行きが1本、上今井（養護学校）、おひさま保育園前から御馬越行きが3本あった。この路線は上今井で松本電鉄バス空港・朝日線の接続からダイヤができている。また養護学校の生徒、そしておひさま保育園の園児の下校時間帯にもダイヤを合わしている。
- 上大池 - 原口線

運行ルート:上大池車庫前 - 鉢盛中学校 - 下古見 - 朝日小学校前 - 中央公民館 - 小野沢 - 土合 - 上組 - 西洗馬公民館 - 三ヶ組 - 旧原口郵便局前
平日は上大池、鉢盛中学校から三ヶ組、旧原口郵便局前行きが3本、旧原口郵便局前から鉢盛中学校行きが2本あった。また土曜日は上大池車庫前、鉢盛中学校から三ヶ組、旧原口郵便局前行きが3本、旧原口郵便局前、三ヶ組から上大池車庫前、鉢盛中学校行きのバスが3本あった。この路線は、上大池で松本電鉄バス山形線に、旧原口郵便局前で塩尻市地域振興バス洗馬線に接続ができるようにダイヤがつくられている。
- 御馬越 - 原新田線

運行ルート:御馬越 - 御道開渡 - 北村 - 針尾 - 中央公民館 - 小野沢 - Aコープ - 小野沢 - 針尾 - 熱田神社 - 土合 - 下洗馬 - 原新田
平日･土曜日とも同じダイヤで運行していた。御馬越から原新田行き、原新田 - 御馬越行きが各2本ずつあった。村内を巡回する路線で途中のAコープで古見 - 三ヶ組線に乗り換えができる路線だった。Aコープへ買い物に行く、お年寄りの利用が多かった。
- 古見 - 三ヶ組線

運行ルート:鉢盛中学校 - 下古見 - 朝日小学校前 - 中央公民館 - 小野沢 - Aコープ - 土合 - 上組 - 西洗馬公民館 - 三ヶ組
御馬越 - 原新田線同様、鉢盛中学校から三ヶ組行き、三ヶ組から鉢盛中学校行きが各2本ずつ合った。この路線も村内を巡回する路線で、Aコープで御馬越 - 原新田線への乗り換えができた。
- 広丘線

運行ルート1（村内→広丘駅行き便のみ）:古見 - 今井経由　旭ヶ丘 - 下古見 - 鉢盛中学校 - 今井小学校 - 下今井 - 今井東 - 広丘駅
運行ルート2（村内→広丘駅行き便のみ）:御馬越 - 西洗馬経由　御馬越 - 北村 - 針尾 - 小野沢 - 土合 - 西洗馬公民館 - 原新田東 - 広丘駅
運行ルート3（広丘駅→村内行き便のみ）:村内経由　広丘駅→今井東→下今井→今井小学校→鉢盛中学校→下古見→藤野屋前→西洗馬公民館→土合→小野沢→針尾→北村→御馬越
朝、夕に運行しており高校生の利用が大半を占めていた。また現在とは違い平日と日曜日に運行していた。
- 御馬越→小野沢→西洗馬→上今井線

運行ルート:御馬越→御道開渡→北村→針尾→中央公民館→小野沢→局前→土合→（大日堂前）→西洗馬公民館→原新田→上今井→（養護学校）
- 上今井→西洗馬→小野沢→御馬越線

運行ルート:御馬越→小野沢→西洗馬→上今井線の逆
- 公民館→古見→中学校→古見→小野沢→御馬越線

運行ルート:中央公民館→局前→小野沢→中央公民館→朝日小学校→下古見→鉢盛中学校→下古見→朝日小学校→中央公民館→小野沢→局前→針尾→北村→御道開渡→御馬越
※（）内は、一部の便が経由した。

## デマンドバス
くるりん号の愛称で主に村内を毎日運行している。
利用には登録・予約が必要である。
村外へも運行されており山形村の車庫前バス停、松本市の今井道の駅バス停と下今井バス停、塩尻市の旧原口郵便局バス停で各バス停に限り他の路線バスや山形村福祉バス（運行開始当初は洞入口バス停）と接続ができる。
セミデマンドに限りビック山形店まで乗ることもできるが利用には前日予約が必要である。
このうち下今井バス停は2023年4月1日に上今井バス停接続から変更されたもの。

## 運賃
- 1乗車100円（高校生以上）、中学生以下は無料
- 朝日・波田線は1回乗車210円。